# Wolfgang Fengler (Basketballspieler)
Wolfgang Fengler (geb. vor 1974) ist ein deutschamerikanischer Basketballspieler, der für den MTV Wolfenbüttel, USC Heidelberg und den MTV 1846 Gießen in der Basketball-Bundesliga aktiv war.

## Laufbahn
Der in Friedberg geborene Fengler wuchs als Sohn deutscher Einwanderer ab dem dritten Lebensjahr in den Vereinigten Staaten auf und spielte bis 1974 Basketball an der University of Delaware. In seiner Abschlusssaison 1973/74 erzielte der 2,04 Meter große Innenspieler in 26 Einsätzen im Durchschnitt 12,7 Punkte sowie 12,8 Rebounds je Begegnung. Beim Draft der ABA wurde er 1974 von den Memphis Tams ausgewählt, spielte letztlich aber nicht für die Mannschaft, sondern ging nach Deutschland zum Bundesligisten MTV Wolfenbüttel. Im selben Jahr gab er auch seinen Einstand in der bundesdeutschen A-Nationalmannschaft, für die er bis 1979 45 Länderspiele bestritt.
1976 wechselte Fengler von Wolfenbüttel zum USC Heidelberg, wo er mit Dietrich Keller ein Jahr lang ein starkes Gespann unter dem Korb bildete und 1977 deutscher Meister sowie DBB-Pokalsieger wurde. In der Meisterschaftssaison erzielte Fengler in der Bundesliga in 28 Einsätzen (Haupt- und Endrunde) im Schnitt 13,4 Punkte je Begegnung. Keller beendete anschließend seine Karriere, Fengler spielte weiterhin für den USC, wurde als Mannschaftskapitän mit den Heidelbergern 1978 erneut Pokalsieger, zudem wurde man in der Bundesliga Vizemeister.
1979 ging Fengler von Heidelberg nach Gießen und spielte noch zwei Jahre für den MTV in der Bundesliga sowie danach für die SpVgg 07 Ludwigsburg in der 2. Bundesliga.
Insgesamt erzielte er während seiner Laufbahn 2015 Bundesliga-Punkte.